# Нижегородска митрополија
Нижегородска митрополија (рус. Нижегородская митрополия) митрополија је Руске православне цркве.
Образована је одлуком Светог синода од 15. марта 2012, а налази се у оквиру граница Нижегородске области. У њеном саставу се налазе четири епархије: Нижегородска, Виксунска, Городецка и Лисковска.